# Über unsere Kenntnis von den Ursachen der Erscheinungen in der organischen Natur

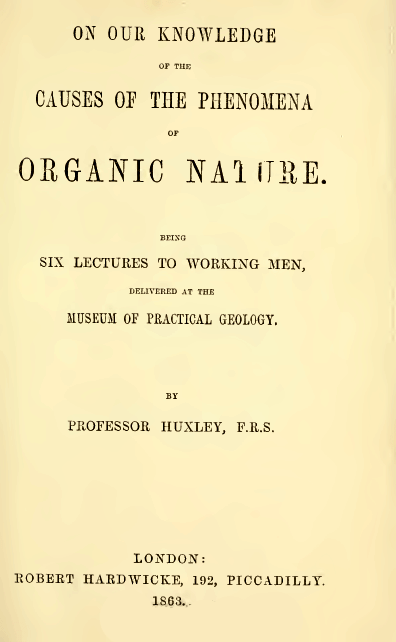
Titelblatt der englischen Originalausgabe von 1863.

Über unsere Kenntnis von den Ursachen der Erscheinungen in der organischen Natur (englischer Originaltitel: On Our Knowledge of the Causes of the Phenomena of Organic Nature) war eine sechsteilige Vorlesungsreihe, die Thomas Henry Huxley Ende 1862 am Geologischen Museum in der Londoner Jermyn Street hielt, um die Ideen von Charles Darwins Ende 1859 erschienenem Werk Die Entstehung der Arten zu popularisieren. Die zunächst einzeln als Heftchen veröffentlichten Vorlesungen wurden 1863 zusammengefasst in Buchform publiziert und 1865 von Carl Vogt ins Deutsche übersetzt.

## Entstehungsgeschichte
Seit Ende Juli 1854 war Thomas Henry Huxley Professor für Naturgeschichte und Paläontologie an der Royal School of Mines. An der 1851 von Henry Thomas de la Bèche gegründeten Schule wurden regelmäßig Vorlesungen für die Arbeiterschaft („working class lectures“) abgehalten. Bei seinen sechs Wintervorlesungen des Jahres 1862 stellte Huxley das Ende 1859 erschienene Werk Die Entstehung der Arten von Charles Darwin in den Mittelpunkt.
Die Vorlesungen wurden am Geologischen Museum in der Londoner Jermyn Street abgehalten und begannen am 10. November 1862. Huxley gab dem Londoner Herausgeber Robert Hardwicke (1822–1875) die Erlaubnis, die Vorlesungen durch J. Aldous Mays mitstenografieren zu lassen. Nach den Vorlesungen wurden die Mitschriften als Heftchen zu einem Preis von vier Penny verkauft.
Unter den Zuhörern befanden sich Karl Marx und Wilhelm Liebknecht.

## Inhalt
Die sechs Vorlesungen trugen folgende Titel:
1. Gegenwärtiger Zustand der organischen Natur
2. Ehemaliger Zustand der organischen Natur
3. Über die Methode, durch welche die Ursache der gegenwärtigen und der ehemaligen Zustände der organischen Natur entdeckt werden können. Über die Entstehung lebender Wesen
4. Die Fortpflanzung lebender Wesen, erbliche Überlieferung und Abweichung
5. Die Lebensbedingungen in Betreff der Fortpflanzung lebender Wesen
6. Kritische Prüfung der in H.[5] Darwin’s Werk: „Über den Ursprung der Arten“ aufgestellten Grundidee, in Bezug auf die vollständige Theorie über die Ursachen der Erscheinungen in der organischen Natur

## Rezeption
Die Vorlesungsmitschriften waren ein unerwarteter Verkaufserfolg und wurden sowohl von Arbeitern als auch Fachleuten hoch geschätzt. Nachdem die Heftchen Anfang 1863 zusammengefasst unter dem Titel On Our Knowledge of the Causes of the Phenomena of Organic Nature in Buchform herausgebracht wurden, überlegte Huxley, ob er die Mitschriften überarbeiten, erweitern und mit Illustrationen versehen neu veröffentlichen solle. Charles Lyell unterstützte seine Idee. Zu ihrer Verwirklichung kam es jedoch nicht.
Am 2. Dezember 1862 schickte Huxley die ersten drei Vorlesungsmitschriften an Darwin. Darwin las die Heftchen mit „Interesse“. Nach dem Erhalt der Heftchen vier und fünf reagierte er hingegen enthusiastischer: „Sie sind einfach perfekt.“
1865 wurde das Werk von Carl Vogt ins Deutsche übersetzt und erhielt den Titel Über unsere Kenntnis von den Ursachen der Erscheinungen in der organischen Natur.

## Nachweise